# ホタテエラカザリ
ホタテエラカザリ (Pectenophilus ornatus) は、寄生性カイアシ類の1種。ホタテガイやアズマニシキなどのエラに寄生する。

## 分布
冬季の表面水温が5-6℃の、北海道南端から三重県までの太平洋とその隣接海域である。日本近海にのみ生息する。

## 形態

### 雌について
黄色～橙黄色の体色をしており、体幅は最大で8ミリメートルである。平柿形をしており、体側部は花弁のように5葉に分かれる。付属肢を持たない。背面には1個の出産孔を持つ。

### 雄について
体幅は370-500マイクロメートルである。

## 生態
宿主への寄生主体は雌であり、雄は雌の体内に位置する矮雄である。ホタテガイ等に奇生をする際、 宿主の被膜に覆われているため内部寄生性に分類される。

## 漁業への影響
雌が口を宿主の血管に連結し吸血する。多数寄生した場合には宿主は痩せ、肥満度が減少する。